# リオグランデ・ド・スル州

リオ・グランデ・ド・スル州
Estado do Rio Grande do Sul

リオグランデ・ド・スル州（リオグランデ・ド・スルしゅう、Estado do Rio Grande do Sul [ˈʁi.u ˈɡɾɐ̃dʒ(i) du ˈsuw, riw ˈɡɾɐ̃de do ˈsuɫ] ( 音声ファイル)）は、ブラジルの最南端に位置する州である。北にサンタ・カタリーナ州、南にウルグアイ、西にアルゼンチンと国境を接しており、東は大西洋に面する。州都はポルト・アレグレ。ブラジル国内での発音は「ヒウグランジ・ドゥ・スウ」
ガウーショ（牧童）によるブラジルを代表する料理シュハスコと、航空会社ヴァリグ・ブラジル航空の発祥地であり、ワインの生産も盛んである。略称は「RS」であり、州名はポルトガル語で南の大きな川を意味する。日系ブラジル人による現地日本語媒体による表記は「南大河州」である。
逆に「北の大きな川」を意味する名前のリオグランデ・ド・ノルテ州（Rio Grande do Norte）がブラジル北東部にある。略称は「RN」。

## 歴史

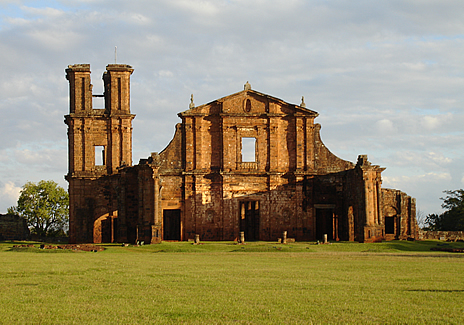
イエズス会のサン・ミゲル・ダス・ミソンイス廃墟。1983年に世界遺産に登録されている。

州の極西部には17世紀ブラジルのイエズス会のグアラニー族に対する伝道または征服(aldeias)の名残が存在する。地域にとって重要なことに、イエズス会の教父ロケ・ゴンサレス（ロケ・ゴンザレス・デ・サンタ・クルスとしてもまた知られている）は特筆されるべきであり、彼は1626年5月3日にパラグアイから到着し、サン・ニコラウ伝道地を建設し、白人として最初に今日リオ・グランデ・ド・スル州として知られる領域に到達した人物となった。グアラニー伝道所消滅の後に残された全ての遺跡の中で、最も重要なものの一つであるサン・ミゲル、またはサン・アルカンジョは、現在のサント・アンジェロの近くに存在している。音と光 （ポルトガル語では Som e Luz） のショーがサン・ミゲル教会の廃墟で行われている。
1738年に領域（今日のサンタ・カタリーナ州を含む）は王領カピタニアとなり、リオデジャネイロの属領となった。スペインとポルトガルの国境紛争はスペイン人にリオ・グランデ（カピタニアの首都だった）と近隣地域を1763年から1776年まで占領させ、1776年にポルトガル領に復帰した。1763年のリオ・グランデ占領はパトス湖の上流のヴィアマンにあった政府の移転をもたらした。すなわち、ポルト・ドス・カザエスがポルト・アレグレに改名されて首都となった。1801年のスペインとポルトガルとの戦争に関するニュースは、リオ・グランデの住民に1763年以来スペイン人が領有していた7つの布教地といくつかの国境の要塞を攻撃させ、占領させたが、1801年以来、1777年に条約によって確立された国境に変更はなかった。
サンタ・カタリーナとリオ・グランデの地区は1760年に軍事上の都合によって分離され、1807年に後者はサン・ペドロ・ド・リオ・グランデとしてカピタニア＝ジェラールのカテゴリに登録され、リオデジャネイロから独立し、サンタ・カタリーナを従属させた。1812年にリオ・グランデとサンタ・カタリーナは二つの異なったコマルカが組織され、後者は1822年にブラジル帝国が組織された際に独立した州となった。
このように、初期の歴史において主に田園地帯だったのにもかかわらず、コロニア・デル・サクラメントを巡るスペインとポルトガルの紛争とグアラニー伝道地戦争によって、リオ・グランデ・ド・スルの大草原は血塗られた戦争の舞台となった。また、元来この地域の一部はウルグアイの領域（バンダ・オリエンタル）の一部だったが、ウルグアイの独立における混乱の最中にウルグアイはこの地域を喪失した。ブラジルを破りたがっていたアルゼンチンの助けがなければ、ウルグアイはリオ・グランデ・ド・スルの全ての領域を失う可能性があった。独立後の19世紀には国内の反乱の焦点にもなった。1835年に分離主義運動が州内で勃発し、10年間続いた。ファラーポス戦争は結局軍隊と武器ではなく、金銭と恩赦によって終結したが、州は大きな混乱に苦しみ、長らくそれは回復しなかった。ジュゼッペ・ガリバルディがヨーロッパに帰還し、出身地イタリアの英雄になる前に分離主義者に加っていたことは興味深いことである。
1865年、三国同盟戦争の最中にパラグアイ軍が州に侵攻し、8月5日にウルグアイアナの町を占領した。しかしながら、翌年の9月、パラグアイのエスティガリビア将軍は戦うことなくして降伏――三国同盟戦争においては稀な事態――した。
リオ・グランデ・ド・スルではしばしば政治的扇動が発生したが、重要な革命は1845年のポンシェ・ヴェルデ協定の後、フロリアーノ・ペイショト将軍――彼の考えがたい州政府への干渉はグメルシンド・サライーヴァの下での1892年から1894年までの反乱につながった――がリオデジャネイロの政権を奪取するまで起きなかった。この混乱の中で革命家はサンタ・カタリーナとパラナを占領し、クリチバを攻略したが、結局、彼らが軍需品を入手出来なかったために打倒された。この混乱における事件はサルダーニャ・ダ・ガマ提督の死である。ブラジル海軍の将校であり、1893年から1894年の海軍の反乱の首謀者の一人だった彼は、ウルグアイの国境付近で紛争終結間近に小競り合いの中で死亡した。
1894年から1930年にかけてブラジルを支配したカフェ・コン・レイテの時代において、リオグランデ・ド・スル州は政治を寡占していたミナス・ジェライス州、サンパウロ州に次いで政治的影響力を持つ州だった。その背景には州の経済的影響力を基盤とした地方権力者の存在があった。
1930年にブラジルの独裁者となり1950年に再選されたジェトゥリオ・ヴァルガスは、リオグランデ・ド・スル出身だった。
2024年5月、州内で長雨（2024年リオグランデ・ド・スル水害）。洪水、土砂崩れが多数発生し、60万人以上が避難を余儀なくされた。

## 地理
州の北部はサンパウロ州南部からパラナ州とサンタ・カタリーナ州を通って延びているブラジル高原の丘陵地帯に位置しており、多くが低い山脈によって途切れている。低い山脈はセッハ・ド・マールの延長であり、サンタ・カタリーナ州からウルグアイまで続いている。州の1/3を占める南部はラ・プラタ盆地に位置しており、ウルグアイ、アルゼンチンに続くパンパの始まりとなっている。
州内にはパトス湖、メリン湖などの湖が存在し、ジャグアロン川、イビクイ川などの河川が流れている。州西端のウルグアイ川はアルゼンチンとの国境を形成している。

### 気候
リオ・グランデは、南温帯地域に位置し、亜熱帯性気候である。比較的顕著な四季があり、降水量は一年を通して均等であるものの、旱魃が起きることもある。冬期の数ヶ月間（6月から9月）は、大雨とミヌアノスと呼ばれる氷点下にまで温度を下げる冷たい南西の風によって特徴付けられ、特に山の多い自治体では、雪が降ることもある。夏の気温は 30℃(86°F) にまで上昇し、日射病も稀ではない。

## 隣接州
- サンタカタリーナ州
- ロチャ県
- トレインタ・イ・トレス県
- セロ・ラルゴ県
- リベラ県
- アルティガス県
- コリエンテス州
- ミシオネス州

## 主な都市
- ポルト・アレグレ
- カシアス・ド・スル
- カノアス
- サン・レオポルド
- ノヴォ・アンブルゴ
- ペロタス
- サンタ・マリア
- リオ・グランデ
- パッソ・フンド

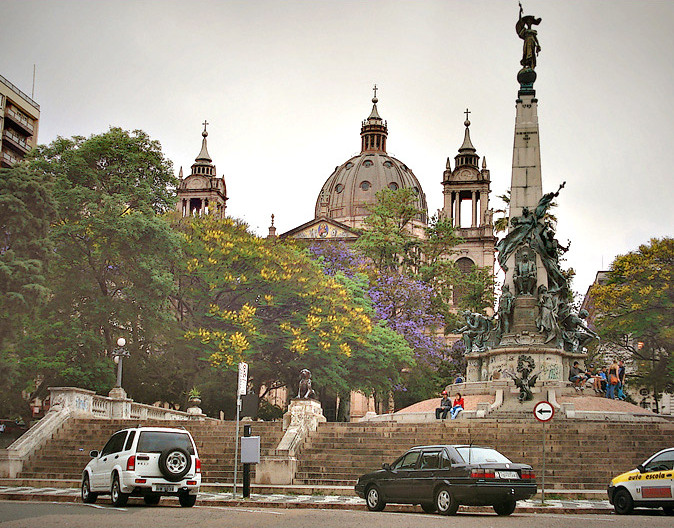
州都 ポルト・アレグレ

- ウルグアイアーナ（スペイン語版、英語版）（旧ウルグアイ領であり、スペイン語ではウルグアジャーナ）
- サンタ・クルース・ド・スル
- ノヴァサンタリタ
- エレシン
- グラマド（ポルトガル語版）
- サンタナ・ド・リヴラメント
- トリウンフォ
- シュイ - ブラジル最南端の街であり、ウルグアイと国境を接する。
- イペ

## 経済

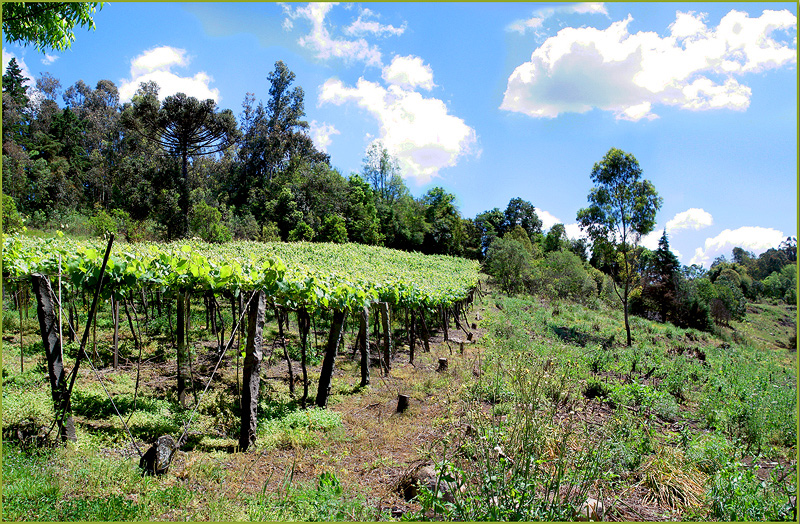
カシアス・ド・スルのブドウ畑

工業セクターはGDPの42.6%と多くを占めており、次にサービスセクターが41.1%と続く。農業はGDP（2004年）の16.3%に相当する。南大河州の輸出品目は、履物が18.1%、大豆が14.2%、タバコが13.6%、自動車 が8.1%、冷凍牛肉 が7.2%、化学物質 が6.8%、皮革が 5.3%となる（2002年）。
ブラジル経済の6.7%を占めている（2005年）。
最も繁栄しているブラジルの州の内の一つ、南大河州は特に穀物生産、ブドウ生産、牧場、工業生産によって有名である。ブラジルの総人口の6%未満を構成している。南大河州の主な輸出品目は、靴、タバコ、自動車、小麦、牛肉、皮革、化学物質である。州の住人はガウーショとして知られており、パンパ地域に定着した牛飼いの牧童と牧場主にちなんで名付けられている。

## 住民

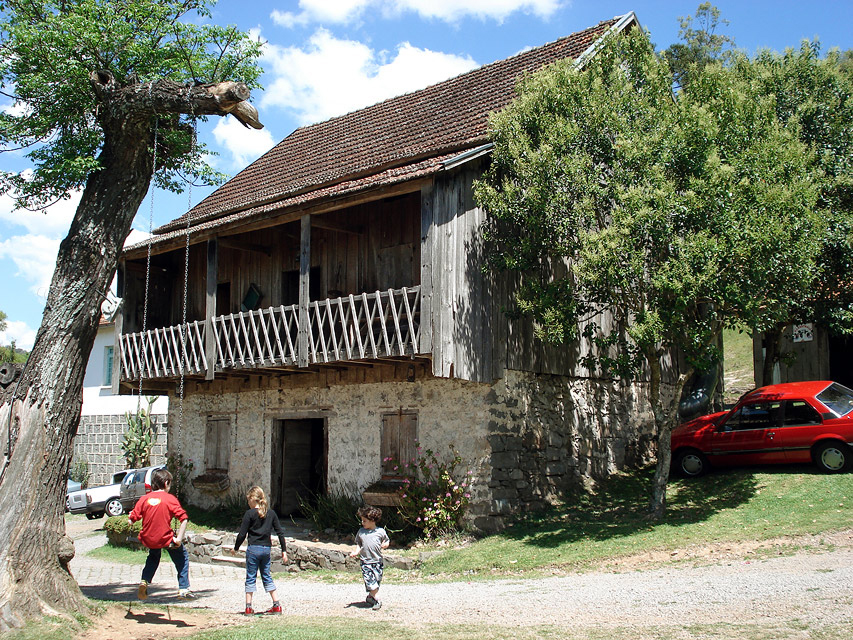
19世紀に建造されたカシアス・ド・スルのイタリア系ブラジル人移民の館

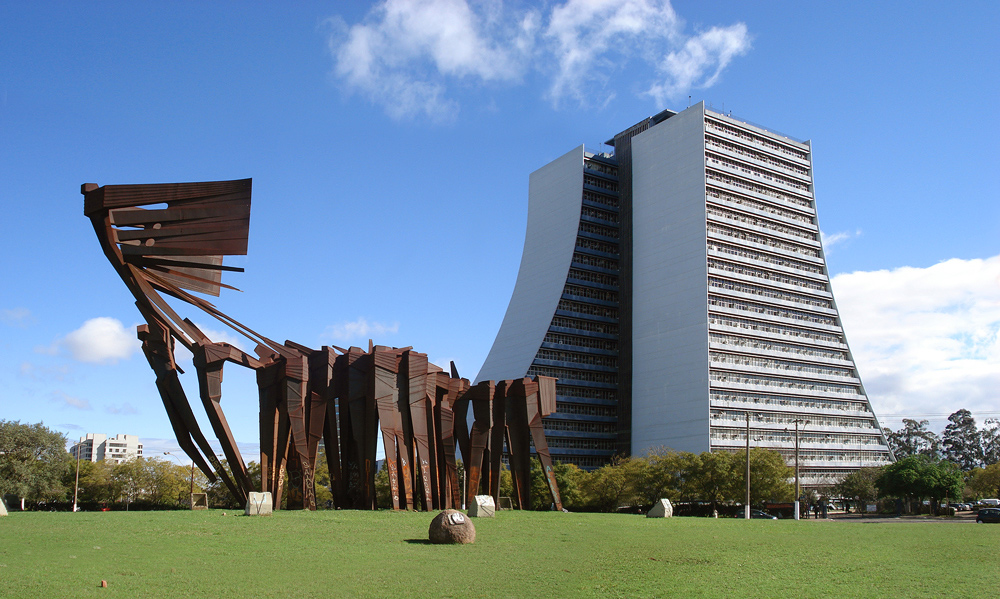
アソーレス人移民を称えるポルト・アレグレの記念碑

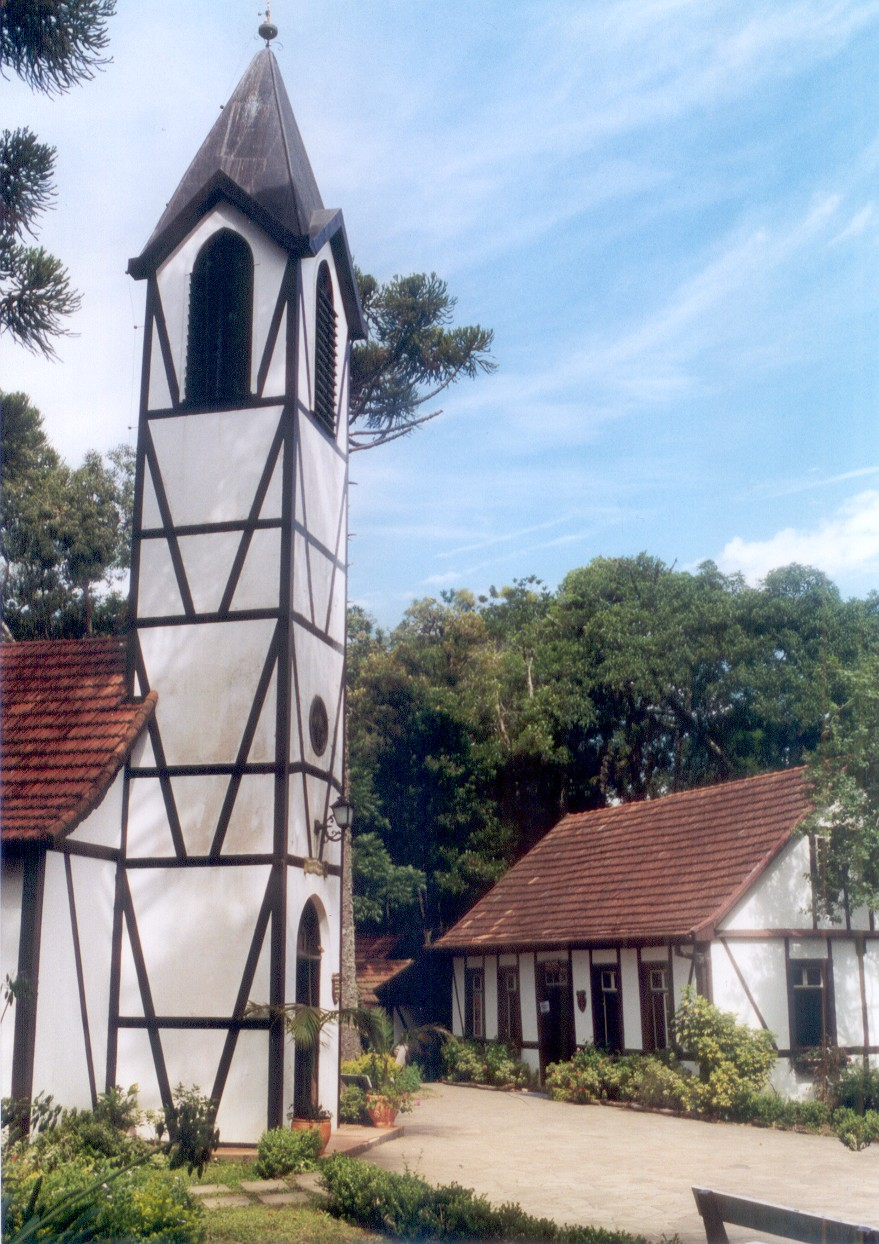
ノーヴァ・ペトロポリスのドイツ系の建築物

ブラジル地理統計院 (IBGE) によると、州の人口は2022年時点で1088万人である。人口密度は38.63人/km²だった。
最新のPNAD（国家居住統計調査）のセンサスが示すところによれば、8,973,928人（81.7%）が白人であり、1,405,952人（12.8%）がパルド（褐色）、560,000人（5.1%）が黒人、43,000人（0.4%）がアジア系もしくはインディオである。
主にガウーショとアソーレスの人々を背景に持っているポルトガル系の人々の家系は沿岸部と州南部で優勢である、
ドイツ系の人々の子孫はシノス渓谷（ノヴォ・アンブルゴ、サン・レオポルド、その他）と中部、及び西部地域で優勢である。イタリア系の人々の子孫は山の中（セラ・ガウーシャ、カシアス・ド・スル、ベント・ゴンサルヴェス、その他）と中部、及び西部地域で優勢である。州の至るところにかなりのポーランド系とウクライナ系のコミュニティがある。
アフリカ系の人々の家系はポルト・アレグレ、ペロータスやリオ・グランデなど州都と南部の諸都市に集中している。州の南部はかなりの人口のインディオによって特徴付けられている。
現リオ・グランデ・ド・スルの地域には、元来グアラニー族とカインガング族をはじめとするインディオの人々が定住していた。
ヨーロッパ人の定着が始まったのは、1627年のスペイン人のイエズス会士によってだった。ポルトガル人のイエズス会士は1687年にインディオ伝道所を建設し、地域を支配した。地域のインディオはカトリックに改宗し、イエズス会と共に生活した。これらの縮図はサンパウロ市からの、インディオを奴隷として求めたバンデイランテによって18世紀に破壊された。ポルトガル人のリオ・グランデ・ド・スル入植者は1748年から1756年の間、アソーレス諸島とポルトガルからの2000人の移民の到着によってに急速に増加した。彼らは現州都のポルト・アレグレを含む州の各地に定住した。1822年にアフリカ系ブラジル人はリオ・グランデ・ド・スルの人口の50%を占めていた。この人口は1858年には25%に、2005年には5.2%にまで減少した。彼らの多くはアンゴラから奴隷として牛牧場で働かせるために連行された。今日、黒人のコミュニティは主にポルト・アレグレ地域に集中している。
ドイツ移民が最初に南にブラジルに到着したのは1824年だった。彼らは国家を隣国の侵略から守るため、そして南部地域の空白の内陸部に入植させるためにブラジルに引き寄せられた。彼らが最初に築いた都市はサン・レオポルドだった。続く50年の間に、28,000人のドイツ人が農村部の小農家として働くためにこの地域に流入した。
イタリア移民は1875年にリオ・グランデ・ド・スルに到着し始めた。彼らの多くはヴェネト、北イタリア、の貧しい農民であり、南ブラジルで自らの農場を獲得するために引き寄せられた。この地域へのイタリア移民は1914年まで続き、総計100,000人のイタリア人がこの時代に定着した。移民の多くは小農家として働き、主に州の一部のセッハ・ガウーシャでブドウを栽培した。
他のヨーロッパ人移民もまたリオ・グランデ・ド・スルに移住し、多くは東ヨーロッパ（ポーランド、ウクライナ、ロシア）から渡来した。

## 教育

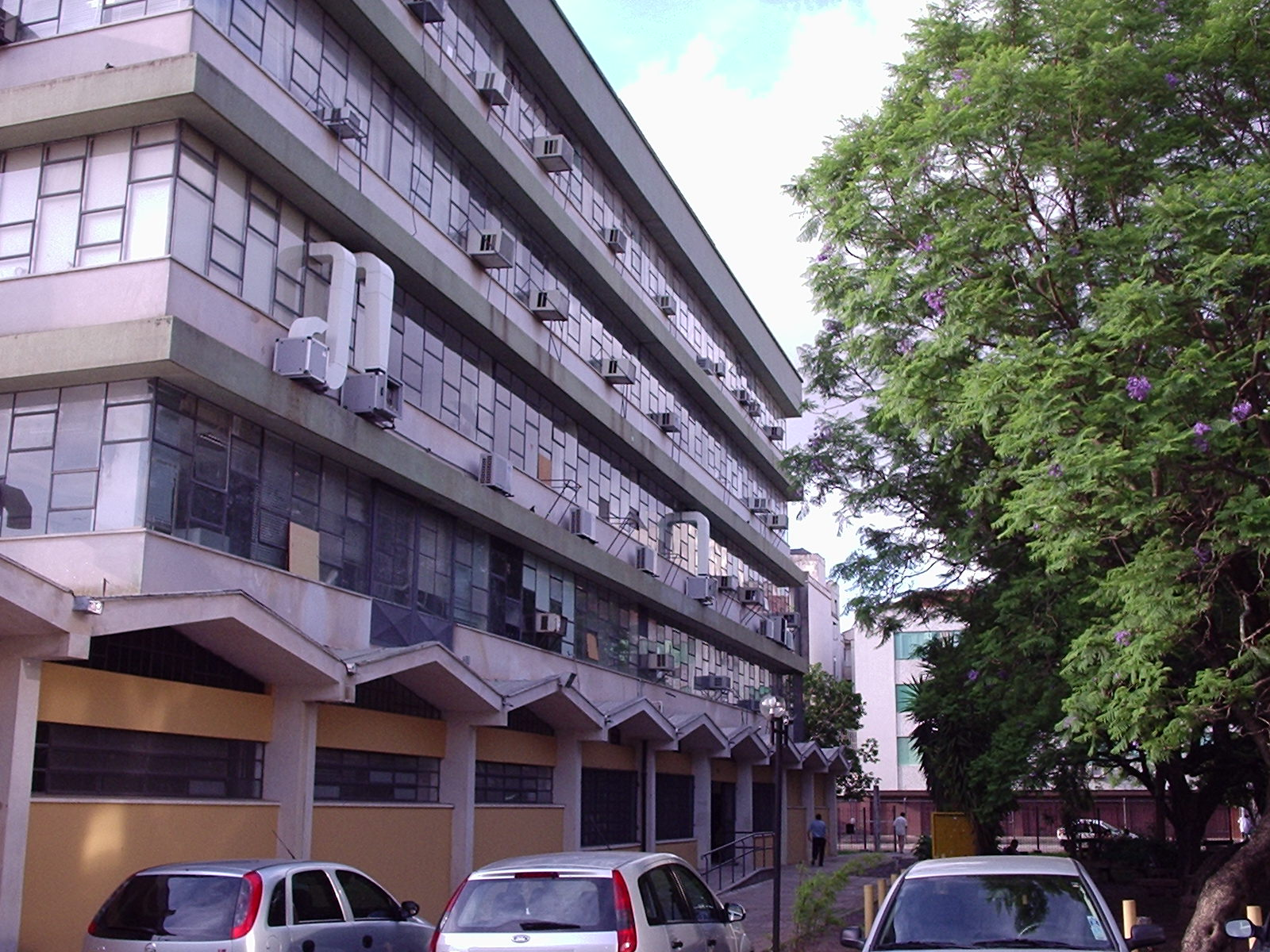
リオ・グランデ・ド・スル連邦大学

ポルトガル語は国家の公用語であり、学校で第一に教えられる言語でもあるが、英語とスペイン語も高等学校での公式のカリキュラムに組み込まれている。
主要な大学
- リオ・グランデ・ド・スル連邦大学
- ペロータス連邦大学
- サンタ・マリア連邦大学
- リオ・グランデ連邦大学基金
- リオグランデ・ド・スル・カトリック大学
- パソ・フンド大学

## 文化

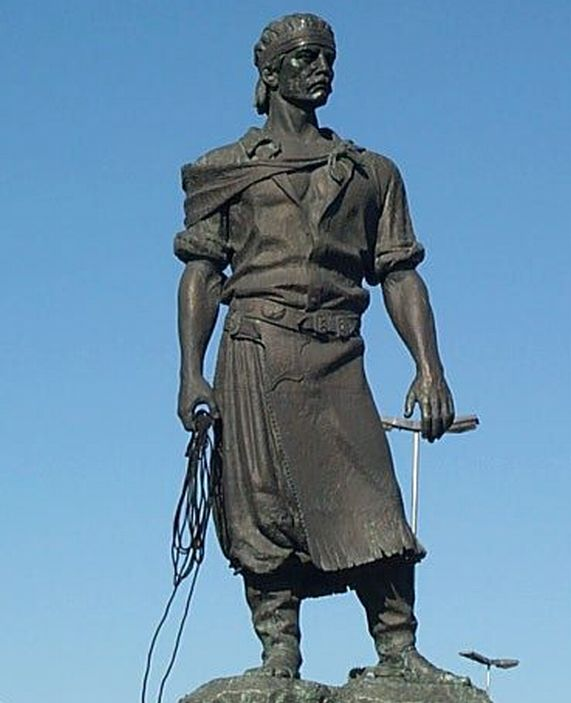
ガウーショの像

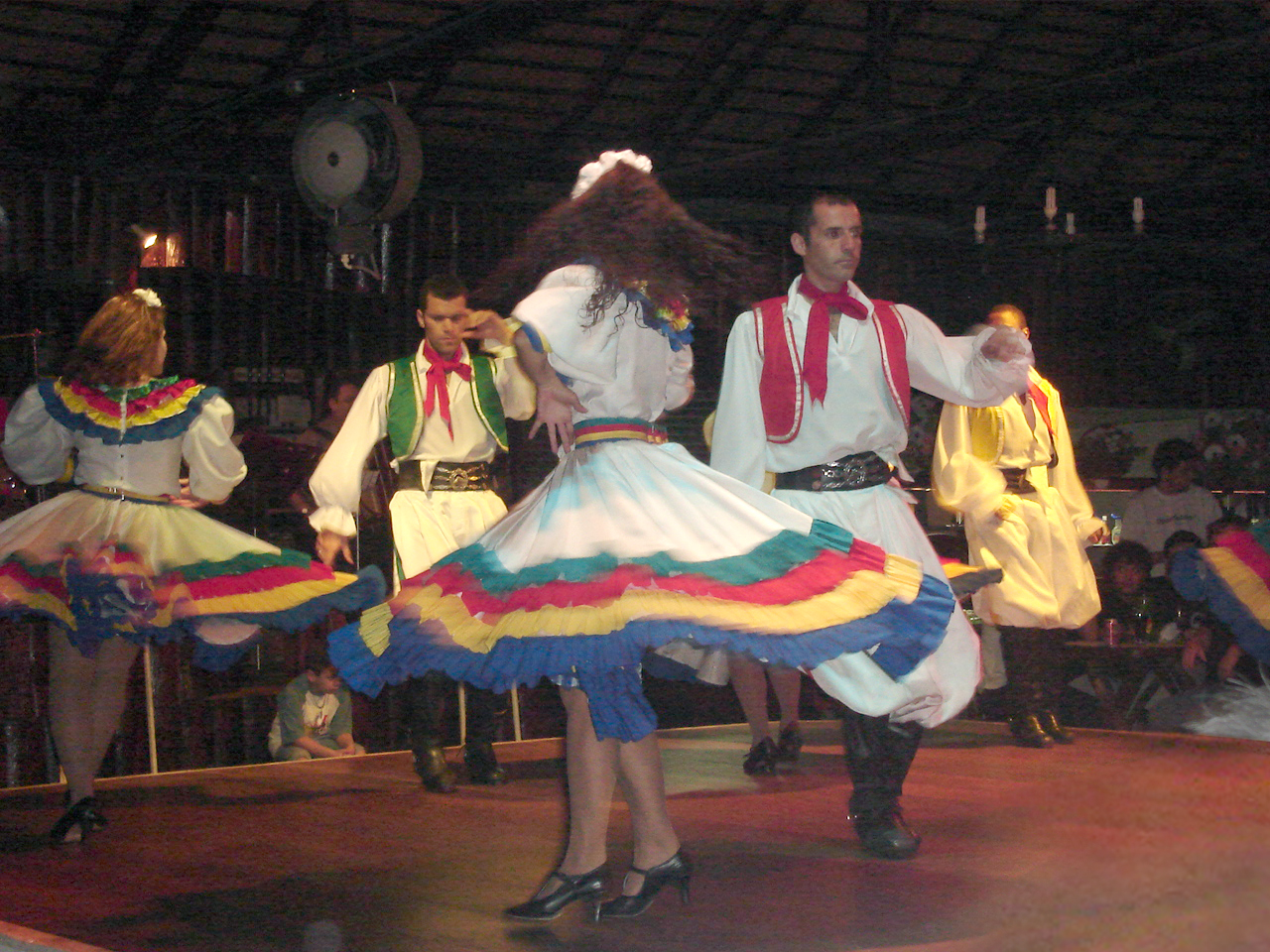
ガウーショの踊り

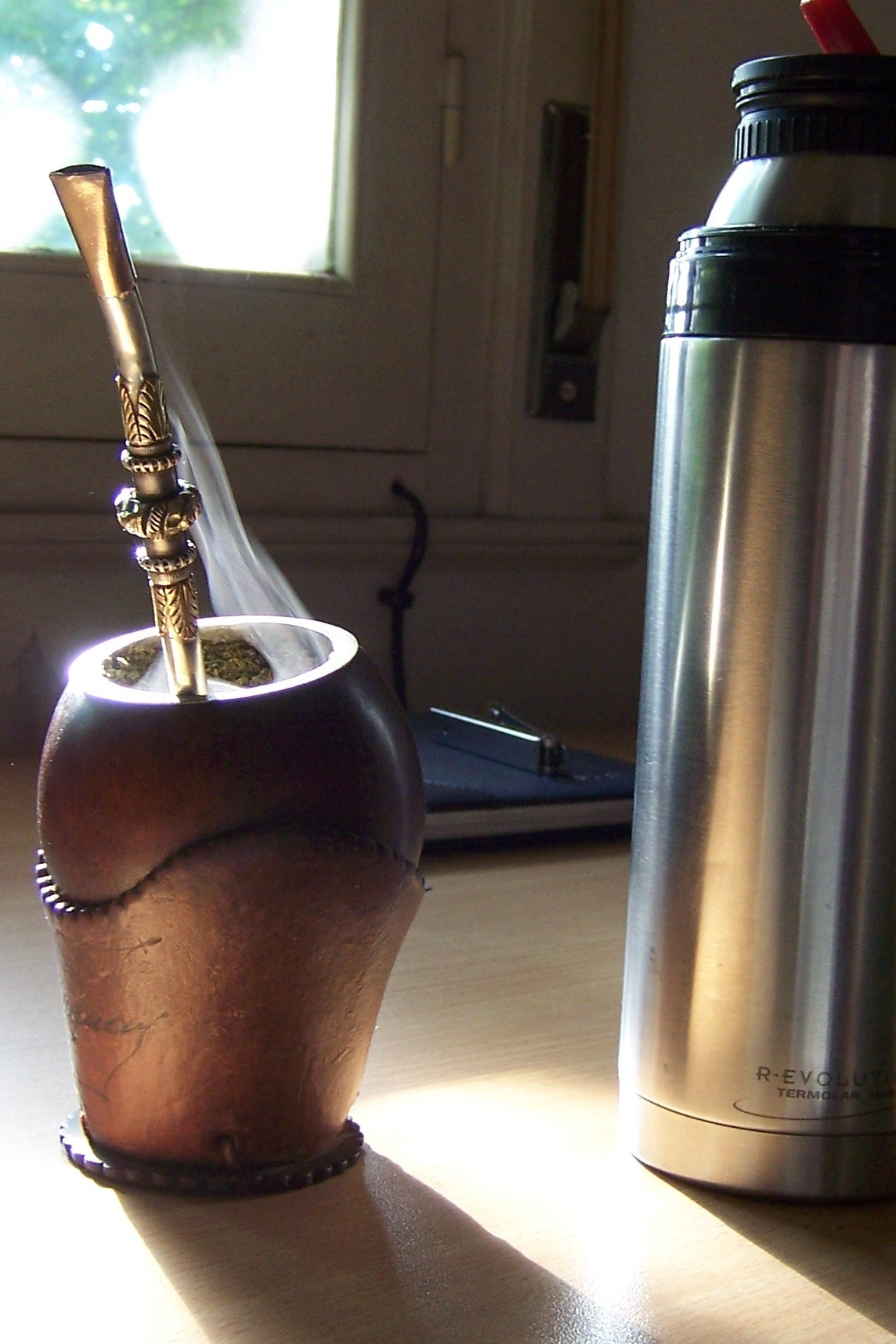
シマホン（マテ茶）

リオグランデ・ド・スル州はブラジルで最も豊かかつ独特な文化を持つ州の内の一つとして有名である。南大河州の音楽は多くの様式（主にプラタのリズム）、チャマメやミロンガ、ポルカ、チャカレーラなどが混濁している。州の住民はシマホン-隣国ウルグアイやアルゼンチンで飲まれるマテ茶の当地品-を日常的に愛飲することで国家的に有名である。バーベキューは、局地的にシュハスコとして知られており、日常生活で最も重要な要素の一つである。
州の各地域には独自の文化的背景が存在する。パンパでは、未だに古きガウーショの文化が大きな影響を持っている。ガウーショとはリオグランデ・ド・スル州生まれの人物の誰をも表現することが出来る用語である。同州出身、あるいは同州にアイデンティティを持つ人物は男性であれば男性であればガウーショ（Gaúcho）、女性ならばガウーシャ（Gaúcha）と呼ばれる。ガウーショはまた北米のカウボーイやベネズエラ・コロンビアのリャネーロ、チリのウアッソ、メキシコのバケーロに対する緩い同義語として、19世紀における地域の農村部での労働者を説明するのにも用いられるものでもある。
州のその他の部分には「ポスト・ガウーショ」文化があり、主にドイツ人とイタリア人の移民に影響を受けている。数世代後に、移民の子孫は彼らの文化的な影響を未だに強く残したまま、地域社会に同化しており、多くは農村部に居住している。

## 日本との関係

### 日本の姉妹都市･提携都市
中部地方
- 石川県：金沢市 - ポルト・アレグレ
- 石川県：珠洲市 - ペロタス